# ルードヴィグ・ヌールマン
フレドリク・ウィルヘルム・ルードヴィグ・ヌールマン（Fredrik Wilhelm Ludvig Norman, 1831年8月28日 - 1885年3月28日）はスウェーデンの作曲家・指揮者・ピアニスト・音楽教師。アドルフ・フレドリク・リンドブラードやフランツ・アドルフ・ベルワルドと並んで、19世紀スウェーデンの交響曲の黎明を彩った人物である。

## 経歴
ストックホルムに生まれ、リンドブラードに師事した後、1848年より1852年までライプツィヒ音楽院に留学してイグナーツ・モシェレスとモーリッツ・ハウプトマンとユリウス・リーツに師事。ライプツィヒではロベルト・シューマンの知遇を得る。1857年よりストックホルム王立音楽院にて教鞭を執る。1860年には指揮者となり、翌年には歌劇場の楽長に昇進している。1881年以降は音楽協会合唱団の演奏会を指揮した。
作品は幅広いジャンルに渡っており、4つの交響曲、4つの演奏会用序曲、4つの舞台用付随音楽、室内楽曲、カンタータに加えて多数の歌曲や合唱曲がある。ヴォルデマール・バルギールより《弦楽八重奏曲》を献呈された。
教え子にエルフリーダ・アンドレーらがいる。ストックホルムにて没。

## 註記・外部リンク
1. ↑  Baker, Theodore (1919). “Norman, Ludwig” (English). Baker's Biographical Dictionary of Musicians (3rd ed.). New York: G. Schirmer. p. 657
2. ↑  “Notes to Recording of Bargiel and Mendelssohn Octets”.   Hyperion Records (1989年). 2008年5月11日閲覧。